# Alun Pask
Pas d'image ? Cliquez ici

a Compétitions nationales et continentales officielles uniquement.

b Matchs officiels uniquement.
Alun Edward Islwyn Pask, né le 10 septembre 1937 à Blackwood et mort le 1er novembre 1995 dans la même ville, est un joueur de rugby à XV qui a joué avec l'équipe du pays de Galles, cinq fois en tant que capitaine, évoluant au poste de troisième ligne centre.

## Biographie
Alun Pask dispute son premier test match le 25 mars 1961 contre la France, et son dernier contre l'Irlande le 11 mars 1967. Il dispute également huit test matches avec les Lions britanniques en 1962 et 1966. Il joue en club avec l'Abertillery RFC.

## Palmarès
- Trois fois vainqueur du Tournoi des Cinq Nations en 1964, 1965 et 1966.

## Statistiques en équipe nationale
- 34 sélections
- 6 points (2 essais)
- Sélections par année : 1 en 1961, 4 en 1962, 5 en 1963, 5 en 1964, 4 en 1965, 5 en 1966, 2 en 1967.
- Sept Tournois des Cinq Nations disputés :  1961, 1962, 1963, 1964, 1965, 1966, 1967.